# Second Serve
Second Serve é um telefilme biográfico americano de 1986, estrelado por Vanessa Redgrave como cirurgiã ocular aposentada, tenista profissional e mulher transexual Renée Richards. O filme é baseado em sua autobiografia de 1983, Second Serve: The Renée Richards Story, que foi escrita com John Ames. O roteiro é de Stephanie Liss e Gavin Lambert e o filme foi dirigido por Anthony Page. Second Serve foi ao ar na CBS em 13 de maio de 1986.

## Enredo
Em 1976, Renée Richards está na quadra de tênis como tenista profissional. O filme remonta a 1964, quando Renée Richards é um cirurgião oftalmologista chamado Richard Radley (ambos os papéis desempenhados por Redgrave). Radley tem uma carreira de sucesso e uma noiva, mas se travesti secretamente à noite. Incapaz de falar com sua mãe Sadie (Louise Fletcher), que é psiquiatra, Radley consulta seu próprio psiquiatra, Dr. Beck (Martin Balsam), que o aconselha a deixar a barba crescer. Esta estratégia funciona temporariamente até que Radley seja convocado para a Marinha, que não permite barbas. Após sua dispensa e um casamento fracassado, Radley passa por uma cirurgia de redesignação de gênero e se torna Renée.
Renée se muda para a Califórnia, retoma a carreira de cirurgiã e começa a namorar. Depois de jogar um torneio de tênis local em La Jolla, Renée é revelada transgênero por um repórter de televisão. Na controvérsia que se seguiu, Renée leva a United States Tennis Association a tribunal, onde ela garante seu direito de jogar torneios profissionais de tênis como mulher, sem ser submetida a testes cromossômicos.

## Elenco
- Vanessa Redgrave como Richard Radley/Renée Richards[a]
  - Whit Hertford como jovem Richard Radley
- Martin Balsam como Dr. Beck
- William Russ como Josh
- Alice Krige como Gwen
- Kerrie Keane como Meriam
- Richard Venture como Dr. David Radley
- Reni Santoni como Dr. Roberto Granato
- Louise Fletcher como Dra. Sadie M. Bishop
- Jeff Corey como Dr. Harry Benjamin

## Recepção crítica
O crítico John J. O'Connor do The New York Times elogiou o desempenho de Redgrave. Embora observe que do ponto de vista físico Redgrave não é muito crível, O'Connor chama seu desempenho de "surpreendentemente convincente". Embora ache que o roteiro carece de sua tendência de reduzir complexidades a clichês, O'Connor também descobriu que Second Serve "consegue, apesar das simplificações e evasões exageradas, ir direto ao ponto. Mas é o desempenho extraordinário de Redgrave que bate a mensagem para casa."

A revista New York concordou com esta avaliação, com o crítico John Leonard chamando o filme de "calmo e prosaico, e talvez muito organizado". Leonard elogiou Redgrave por seu desempenho, escrevendo:
Redgrave, alta e vulnerável, atlética e desnorteada, medrosa e amorosa, competitiva e solitária, consegue transexucar nos dois sentidos. Ela incorpora, com os finos ossos daquele rosto e os espasmos de seus vários membros, toda contradição interna do polimorficamente perverso."
Second Serve não foi elogiado universalmente pelos críticos, recebendo críticas negativas de veículos como o Chicago Sun-Times.
Redgrave foi indicada ao Emmy e ao Globo de Ouro por sua atuação e Second Serve ganhou o Emmy de melhor penteado e maquiagem.